# Visita de Xi Jinping a Rusia
La Visita de Xi Jinping a Rusia fue una visita informal de estado, realizada desde el 20 al 22 de marzo del 2023, Xi Jinping, secretario general del Partido Comunista Chino y presidente chino, visitó Rusia en su primera reunión internacional desde su reelección como presidente durante la Asamblea Popular Nacional del 2023. Se reunió con el presidente ruso, Vladímir Putin, tanto a título oficial como no oficial. También es la primera reunión internacional de Vladímir Putin desde que la Corte Penal Internacional emitió una orden de arresto contra él.

## Antecedentes
Unas semanas antes de la visita de Xi, China emitió un documento en el que describía sus posiciones con respecto a la desescalada y la solución política del conflicto en Ucrania. La visita se produjo pocos días después de que China obtuviera una importante victoria diplomática, acercando a Irán y Arabia Saudita y restaurando sus relaciones diplomáticas.
Horas después de que se anunciara que Xi Jinping visitaría Rusia, la Corte Penal Internacional emitió una orden de arresto contra Vladímir Putin.
Antes de la visita, Xi Jinping y Vladímir Putin publicaron artículos separados; Xi dijo que la propuesta de China para poner fin a la Guerra Ruso-Ucraniana refleja la opinión mundial. Putin dijo que tenía grandes esperanzas en la visita de su "buen viejo amigo".

## Visita
En la mañana del 20 de marzo, Xi Jinping llegó al aeropuerto de Vnukovo, Moscú. El 21 de marzo se reunió con Vladímir Putin.
Durante la visita de Xi Jinping, Vladímir Putin dijo que Rusia está lista para discutir la iniciativa de China para poner fin al conflicto en Ucrania y agregó que había examinado las propuestas de China para una resolución del conflicto de Ucrania y que las veía con respeto.

## Recepción y posterior reacción

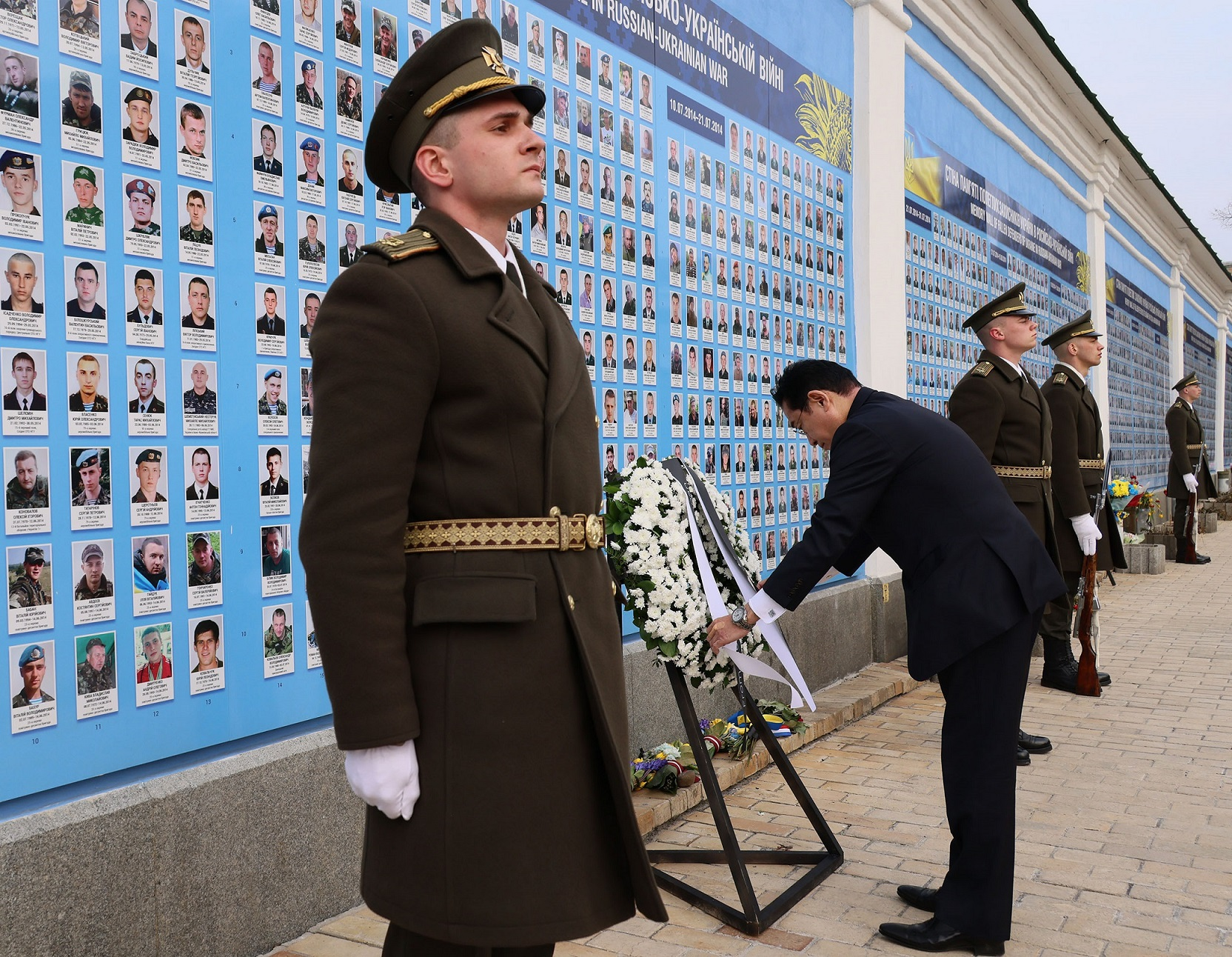
Fumio Kishida poniendo una ofrenda floral en El Muro del Recuerdo de los Caídos por Ucrania cerca de la plaza Mykhailivska en Kiev el 21 de marzo de 2023

La reunión de Xi Jinping con Putin fue vista como una victoria de relaciones públicas para el presidente ruso en medio de su creciente aislamiento. Para China, la reunión sirvió como un gesto simbólico de la negativa de Beijing a adaptarse al dominio estadounidense. Putin y Xi se llamaron "queridos amigos" y su lenguaje corporal fue amistoso. Putin elogió el plan y culpó a Ucrania y Occidente por rechazarlo, mientras que Xi Jinping evitó mencionar el conflicto y se negó a dejar clara su postura.
El mismo día de este evento, el primer ministro japonés, Fumio Kishida, visitó a Volodymyr Zelensky en Kiev y visitó Bucha, el lugar de la masacre del 2022. Kishida también afirmó que la agresión de Rusia contra Ucrania no es solo un asunto europeo, sino un desafío a las reglas y principios de toda la comunidad internacional.

## BRICS 2024

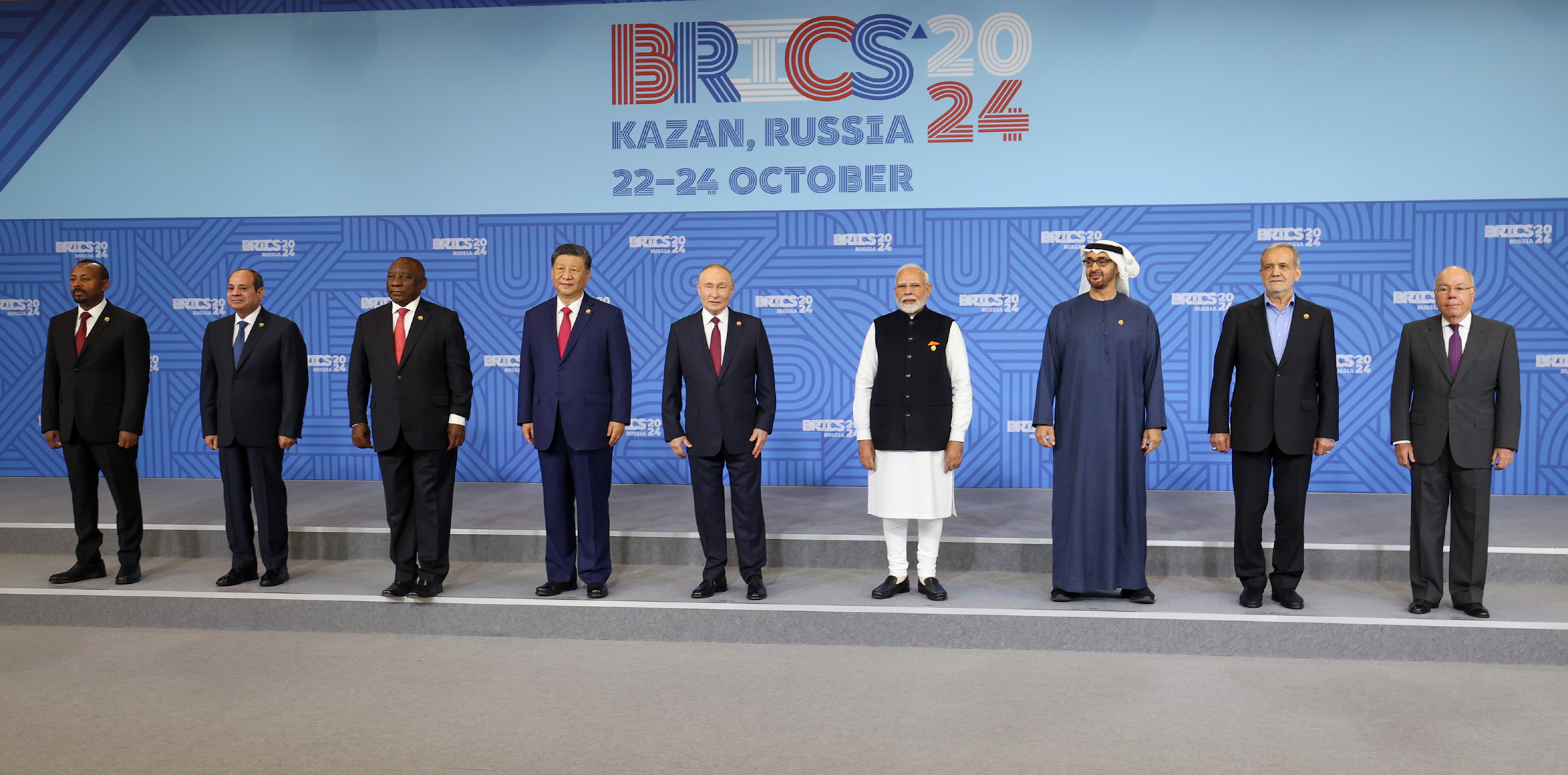
Xi Jinping en la decimosexta reunión de los BRICS, en Rusia

En la reunión oficial del 2024 de los llamados BRICS (Brasil, Rusia, India, China y Sudáfrica), el presidente chino Xi Jinping arribó una vez más a Rusia.
Allí se reunió con Vladímir Putin y con los líderes de otros estados, como Nanendra Modi, de India, y Recep Tayyip Erdogan, de Turquía. 